# Esquirol esvelt indonesi
L'esquirol esvelt indonesi (Sundasciurus tenuis) és una espècie de rosegador de la família dels esciúrids. Viu a Brunei, Indonèsia, Malàisia, Singapur i Tailàndia. Es tracta d'un animal diürn i arborícola. El seu hàbitat natural són els boscos primaris i pertorbats, tant de plana com de muntanya. És una espècie en risc mínim, és a dir, no sembla que hi hagi cap amenaça significativa per a la seva supervivència.